# Stenbeck (släkt)
Stenbeck är en svensk släkt från Häggeby socken, Uppland. Släktnamnet upptogs av arrendatorn Erik Jönsson Stenbeck (död 1739) efter Stennäs kvarn i Ålands socken. Från honom härstammar samtliga ättlingar.

Erik Jönsson Stenbecks son Carl (1718–75) flyttade till Väse i Värmland där hans son Adolf Fredrik var lantmätare. En äldre bror till den förre var kyrkoherde i Stockholm och en annan i Uppsala.
Från Värmlandsgrenen kommer Hugo Stenbeck (1890-1977), mediamogulen Jan Stenbeck (1942–2002), dennes dotter Cristina Stenbeck (f. 1977) och hans systrar Margaretha af Ugglas (f. 1939) och Elisabeth Silfverstolpe (1935-85), gift med nobelpristagaren Gustaf Daléns dotterson Lars Silfverstolpe (1935–66), samt Elisabeths dotter Anna Stenbeck (f. 1975).